# Font de l'Horta (Hortoneda)
La Font de l'Horta és una font del poble d'Hortoneda, de l'antic terme d'Hortoneda de la Conca, pertanyent a l'actual municipi de Conca de Dalt, al Pallars Jussà.
Està situada a 945 m d'altitud, al nord-oest d'Hortoneda, a la part de migdia de l'Horta d'Hortoneda, bastant a prop del poble, a llevant dels Horts de la Font del Cabrer. A prop i més al nord, prop del Camí del Solà hi ha la surgència que forma la Pica.